# Matthew Bourne (Musiker)
Matthew Bourne (*  6. Oktober 1977 in Avebury) ist ein britischer Jazz- und Improvisationsmusiker (Piano, Keyboards, Synthesizer, auch Cello, Komposition).

## Leben und Wirken
Bourne begann im Alter von neun Jahren Posaune zu lernen; auf der Kingham Hill School spielte er 1990 Cello, bevor er das Piano entdeckte. 1995 begann er am Leeds College of Music zeitgenössische klassische Komposition zu studieren; als Student führte er Michael Daughertys Klavierkonzert Tombeau de Liberace und John Cages Concerto for Prepared Piano and Orchestra auf. 2001 absolvierte er dort sein Masterstudium in Jazzinterpretation der Jazzwissenschaften. Anschließend unterrichtete Bourne als Teilzeitdozent am Leeds College of Music und promovierte als ausübender Musiker an der University of Leeds.
2002 wurde Bourne bei den BBC Jazz Awards mit dem Preis für Jazz-Innovation ausgezeichnet. Im Jahr 2007 veröffentlichte er ein Live-Album, The Molde Concert, und wurde als Bronze-Gewinner des Musikpreises der International Visual Communications Association ausgezeichnet. 2008 erschienen The Mill Sessions Volume 1: Dismantling the Waterfall, eine Gemeinschaftsarbeit mit dem walisischen Pianisten Dave Stapleton, und Lost Something, das Debütalbum seines Trios Bourne/Davis/Kane. 2009 fand die Weltpremiere von Bournes Songs from a Lost Piano in Leeds statt.
2012 veröffentlichte Bourne das Soloalbum Montauk Variations, das die Fragilität und Romantik in den Fokus seines Spiels auf Klavier und Cello rückte. Dem folgten die beiden Synthesizer-basierten Werke Radioland: Radio-Activity Revisited (2015) mit Frank Vigroux und Moogmemory (2016). Das Album Moogmemory war die Konsequenz von Bournes Erwerb eines Memorymoog von 1982; aus dem zuerst improvisierten, doch dann immer konzentrierteren Spiel mit dem Analog-Synthesizer von Moog entstanden ohne Einsatz von Computern oder Sequenzern die Stücke des Albums. Das Solo-Piano-Album Isotach knüpft wieder an die Montauk Variations an. In Zusammenarbeit mit den Produzenten Adam Martin und Mark Slater entstand das Album Nightports, bei dem die Klänge historischer Tasteninstrumente in abwechslungsreicher Weise manipuliert und verfremdet werden. Im Duo mit Laurent Dehors entstand A Place That Has No Memory of You (2020), mit Keith Tippett Aeolian (2021). 
Zudem arbeitete Bourne mit Künstlern wie John Zorn, Paul Dunmall, Barre Phillips (Everybody Else But Me, 2011), Amon Tobin, Nils Frahm, Bonobo oder Laurent Dehors sowie Benedic Lamdins Projekt Nostalgia 77. Weiterhin ist er auf Aufnahmen mit dem Italian Instabile Orchestra, Mzylkypop oder The Last Poets zu hören.